# Anales de la Academia Nacional de Agronomía y Veterinaria
Anales de la Academia Nacional de Agronomía y Veterinaria (antes, "Anales de la Academia Nacional de Agronomía y Veterinaria de Buenos Aires", abreviado Anales Acad. Nac. Agron. Veterin. Buenos Aires o Anales de la ANAV, o Anales de la Acad. Nac. de Agron. y Vet. de Bs. As.) es un anuario con temas de veterinaria y agronomía, editado en Buenos Aires desde 1932 en forma ininterrumpida, por la Academia Nacional de Agronomía y Veterinaria.
Los tomos completos están en la base de datos de SEDICI en internet.